# Kanton San Pablo de Lípez
Der Kanton San Pablo de Lípez ist ein Gemeindebezirk im Departamento Potosí im südamerikanischen Anden-Staat Bolivien.

## Lage im Nahraum
Der Cantón San Pablo de Lípez ist einer von drei Kantonen in dem Municipio San Pablo de Lípez in der Provinz Sur Lípez. Er grenzt im Norden an die Provinz Nor Lípez, im Westen an den Kanton San Antonio de Lípez, im Südwesten an das Municipio San Antonio de Esmoruco, im Süden an das Municipio Mojinete und im Osten an die Provinz Sur Chichas.
Der Kanton erstreckt sich zwischen etwa 21° 18' und 21° 49' südlicher Breite und 66° 12' und 66° 55' westlicher Länge, er misst von Norden nach Süden bis zu 50 Kilometer, von Westen nach Osten bis zu 75 Kilometer. In dem Kanton gibt es zwölf Gemeinden, der zentrale Ort ist San Pablo de Lípez im südlichen Teil des Kantons mit 221 Einwohnern, die größte Ortschaft ist Polulos mit 303 Einwohnern (Volkszählung 2001). Die mittlere Höhe des Kantons ist 4200 m.

## Geographie
Der Kanton San Pablo de Lípez liegt in der Cordillera de Lípez, die den bolivianischen Altiplano nach Süden hin begrenzt. Das Klima der Region ist semiarid und ein typisches Tageszeitenklima; bei dem die mittleren Temperaturschwankungen im Tagesverlauf deutlicher ausfallen als im Ablauf der Jahreszeiten.
Die Jahresdurchschnittstemperatur in den Tälern der Region liegt bei 5 bis 6 °C (siehe Klimadiagramm San Pablo), mit einem Monatsdurchschnittswert von knapp über 0 °C im Juli und 8 °C von Dezember bis Februar. Der Jahresniederschlag beträgt niedrige 170 mm, wobei die Monate April bis Oktober nahezu niederschlagsfrei sind. Nur von November bis März fallen nennenswerte Niederschläge, mit einem Maximum von 45 mm Monatsniederschlag im Januar.

## Bevölkerung
Die Einwohnerzahl in dem Kanton ist zwischen den letzten beiden Volkszählungen um etwa ein Viertel angestiegen:
| Jahr | Einwohner | Quelle           |
| ---- | --------- | ---------------- |
| 1992 | 1 155     | Volkszählung     |
| 2001 | 1 397     | Volkszählung     |
| 2012 | .         | noch keine Daten |

Die Bevölkerungsdichte des Municipios San Pablo de Lípez bei der Volkszählung 2001 betrug 0,2 Einwohner/km², der Anteil der unter 15-Jährigen an der Bevölkerung betrug 41,3 Prozent.
Der Alphabetisierungsgrad bei den über 19-Jährigen beträgt 81 Prozent, und zwar 94 Prozent bei Männern und 68 Prozent bei Frauen. Wichtigste Sprache mit einem Anteil von 87 Prozent ist Spanisch, 80 Prozent der Bevölkerung sprechen Quechua. 83 Prozent der Bevölkerung sind katholisch, 10 Prozent evangelisch.
Die Lebenserwartung der Neugeborenen liegt bei 53 Jahren. 99,5 Prozent der Bevölkerung haben keinen Zugang zu Elektrizität, 92 Prozent leben ohne sanitäre Einrichtung. (2001)

## Gliederung
Der Cantón San Pablo de Lípez untergliedert sich in die folgenden Subkantone (vicecantones):
- Vicecanton Cerrillos – 1 Gemeinde – 198 Einwohner (Volkszählung 2001) – zentraler Ort: Cerrillos
- Vicecantón Cerro Colorado – 1 Gemeinde – 151 Einwohner – zentraler Ort: Cerro Colorado
- Vicecantón Polulos – 1 Gemeinde – 303 Einwohner – zentraler Ort: Polulos
- Vicecantón Río San Pablo – 1 Gemeinde – 183 Einwohner – zentraler Ort: Río San Pablo
- Vicecantón San Pablo de Lípez – 1 Gemeinde – 221 Einwohner – zentraler Ort: San Pablo de Lípez
- Vicecantón Santa Isabel – 1 Gemeinde – 105 Einwohner – zentraler Ort: Santa Isabel
- Vicecantón Viluyo – 2 Gemeinden – 182 Einwohner – zentraler Ort: Viluyo
- Vicecantón Comunidad Zapatera – 4 Gemeinden – 54 Einwohner – zentraler Ort: Campamento Mina Sucre